# Hå
Gmina Hå (norw. Hå kommune) – norweska gmina leżąca w regionie Rogaland. Jej siedzibą jest miasto Varhaug.
Hå jest 299. norweską gminą pod względem powierzchni.

## Demografia
Według danych z roku 2005 gminę zamieszkuje 14 784 osób, gęstość zaludnienia wynosi 58 os./km². Pod względem zaludnienia Hå zajmuje 65. miejsce wśród norweskich gmin.
| ludność stan na 1 stycznia 2005 |         |           |        |
|                                 | kobiety | mężczyźni | razem  |
| osób                            | 7492    | 7292      | 14 784 |
| %                               | 50,68%  | 49,32%    | 100%   |

| wykształcenie stan na 1 października 2004 |        |         |        |        |
|                                           | podst. | średnie | wyższe | niezn. |
| osób                                      | 2295   | 6826    | 1532   | 327    |
| %                                         | 20,9%  | 62,17%  | 13,95% | 2,98%  |

## Edukacja
Według danych z 1 października 2004:
- liczba szkół podstawowych (norw. grunnskolar): 11
- liczba uczniów szkół podstawowych: 2393

## Władze gminy
Według danych na rok 2011 administratorem gminy (norw. rådmann) jest Lars Kolnes, natomiast burmistrzem (norw. ordfører, d. borgermester) jest Terje Mjåtveit.